# Opportunity Fund
O Opportunity Fund é um fundo de investimento, incorporado nas Ilhas Cayman em 1992 e gerido pelo Opportunity desde 1995. 
Foi constituído sob a forma de umbrella fund, ou seja, possui diferentes sub-fundos onde cada um tem uma determinada política de investimento, com diferentes estruturas de taxas de administração e performance  , valores mínimos de aplicação, público alvo, entre outros, proporcionando um amplo leque de opções de investimentos para seus investidores.
O Opportunity Fund tem por objetivo a valorização de capital a médio e longo prazo, investindo em mercados de valores mobiliários a nível mundial, mas com um foco no mercado brasileiro. O Fundo poderá investir em qualquer tipo de ativo tais como ações, debêntures, certificados de depósito, títulos públicos e privados, cotas de fundos de investimentos, moedas, commodities, juros ou quaisquer outros instrumentos de investimento, futuros, opções e outros derivativos. Determinados sub-fundos também podem aplicar em ativos de private equity. 
O Opportunity Fund é registrado e fiscalizado pela Autoridade Monetária das Ilhas Cayman (Cayman Islands Monetary Authority - "CIMA") e possui, em 2016, patrimônio de aproximadamente US$ 1 bilhão.

## Criação
Com sede na UBS House, 227 Elgin Avenue, Grand Cayman, registrado nas Ilhas Cayman sob o n° 611 e no 3° Registro de Títulos e Documentos do Rio de Janeiro sob o n° 4781633/96 . Foi criado ao amparo do Anexo IV da Resolução 1.289 do Conselho Monetário Nacional, editada em de 20 de março de 1987,  cujo gestor é a sociedade por quotas de responsabilidade limitada brasileira Opportunity Asset Management Ltda. e cujo administrador, nas Ilhas Cayman, é o ABN AMRO Trust Company (Cayman) Ltda , e tem como principal objetivo investir recursos de estrangeiros e pessoas que não sejam residentes ou domiciliadas no Brasil, em valores mobiliários de empresas brasileiras, nas bolsas de valores nacionais. . 
As regras do Anexo IV valeram ao longo dos anos 1990, até 26 de janeiro de 2000, - período em que o Brasil vendeu empresas estatais, e em que foram criadas algumas das melhores oportunidades de interação entre negócios públicos-privados da história do capitalismo brasileiro. Embora tenha seu nome frequentemente associado ao do Banco Opportunity brasileiro, o Opportunity Fund é uma entidade jurídica independente e autônoma, sediada fora do Brasil; seus negócios no Brasil são geridos pelo Opportunity.
Na versão de 1998 do Private Placement Memorandum, um manual de instruções dado aos investidores, que foi arquivado na CVM e lá pode ser consultado, constam entre os diretores: Daniel Dantas, Pérsio Arida (que foi casado com Elena Landau) e Verônica Dantas, como sendo os responsáveis por administrar o fundo, zelar por ele e determinar onde o dinheiro seria investido. Outro nome que está diretamente ligado à história do Opportunity Fund foi o de Luiz Leonardo Cantidiano, membro do conselho da BNDESPar (braço de participações do BNDES) entre 1996 e 1998 e que, em outubro de 1996, tornou-se advogado do Opportunity Fund, representando o fundo junto à Comissão de Valores Mobiliários (CVM).
| “ | somente em 25 de junho de 1998, diante do iminente cancelamento do registro e, por conseguinte, da suspensão dos negócios da carteira de investidor estrangeiro (Anexo IV), foi que o Banco ABN apresentou à CVM o Private Placement Memorandum do Opportunity Fund, contendo as vedações aprovadas pelo Colegiado da CVM em agosto do ano anterior. | ” |

Fundos de investimento baseados em paraísos fiscais têm o benefício de não pagar nenhum imposto e desfrutam do benefício do anonimato. A legislação dos paraísos fiscais protege a identidade dos investidores e mantém o anonimato. O Anexo IV era uma forma de trazer investimentos para o Brasil sem que os investidores precisassem pagar impostos. Em troca os investidores tinham que seguir algumas regras:
- A primeira, e mais importante: não podia ser residente no Brasil.

- Não podia adquirir ou vender, fora da bolsa de valores, ações de empresas negociadas na bolsa.

- Não podia adquirir ações negociadas fora de bolsa

- Não podia adquirir o controle de empresas

## Lavagem de dinheiro
Investigações conduzidas pela Polícia Federal, como a operação Chacal e a operação Satiagraha, e pelo Banco Central brasileiros conduzem a uma ligação do fundo com esquemas de lavagem de dinheiro no Brasil. Dinheiro adquirido através de atividades ilícitas seriam enviados para o exterior do Brasil, em paraísos fiscais, como as ilhas Cayman. Nestes paraísos fiscais, o dinheiro era depositado em contas de empresas estrangeiras, abertas em nomes de laranjas, que depois investiam no Opportunity Fund. O dinheiro já então legalmente registrado voltava para o Brasil, como investimento em empresas brasileiras.
Um exemplo de empresa que participaria deste esquema é a Forpart S/A, da qual o Opportunity Fund detém 66% das ações. A Forpart S/A investiu fortemente na área de telefonia no período da privatização do sistema Telebrás, durante o governo do presidente Fernando Henrique Cardoso.